# 우주팽창

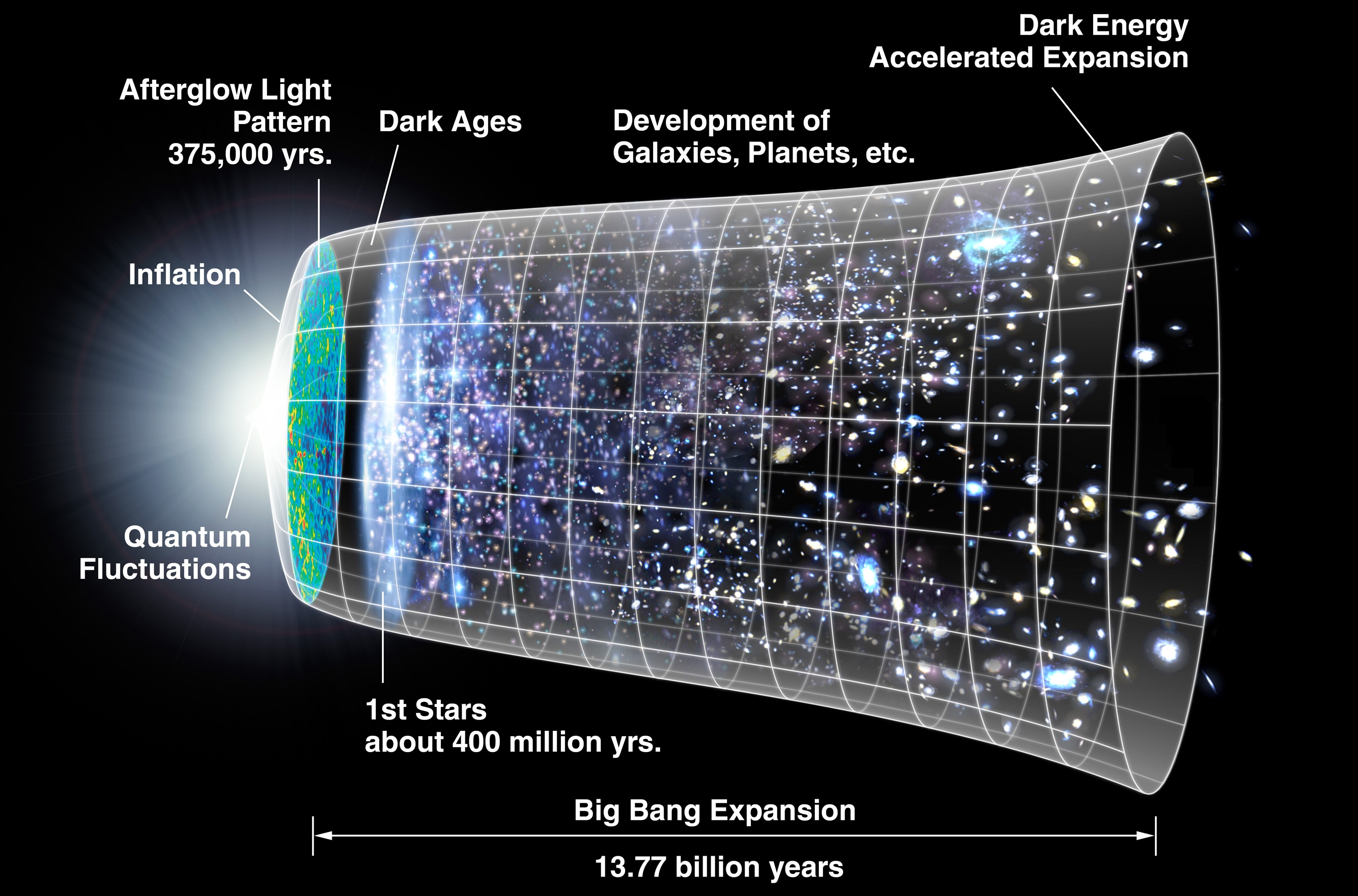

우주팽창(cosmic expansion)이란 우주 공간상의 서로 다른 두 지점 사이의 거리가 시간이 지남에 따라 증가하는 현상이다.

## 개요
대형 망원경이 만들어짐에 따라 10억 광년 저쪽의 은하도 관측할 수 있게 되었다. 그 결과 먼 곳에 있는 어두운 은하일수록 개개의 원소 스펙트럼선이 한결같이 붉은색 쪽에 가깝다는 사실을 알아냈다. 적색 편이 효과를 적용해 볼 때 이 관측 결과는 멀리 있는 은하가 점점 후퇴하고 있다는(지구로부터 멀어져 간다) 것을 나타내고 있다. 선 스펙트럼 편재에서 구해진 후퇴 속도는 그 은하까지의 거리에 거의 비례하고 있다. 이것을 허블(Hubble)법칙이라 한다.  이 사실은 우주가 약 100억 년쯤 전에는 현재보다 훨씬 작았으나, 그 후 팽창을 계속하고 있다는 것을 암시하고 있다. 이 이론을 팽창 우주론이라 한다.  실제로 아인슈타인의 일반 상대성 이론에서도 우주가 팽창하고 있다는 해석을 얻을 수 있다. 또 방사성 우라늄에서 생긴 납의 동위원소비의 측정에 의한 연대 측정법에 의해 운석의 연령은 약 45억년 정도라고 추측하고 있다. 이 결과는 지구나 태양계의 나이를 나타내는 것이다.  1965년 벤디아스와 윌슨이 우주 통신 위성으로부터 전파를 수신하는 안테나의 잡음을 조사하고 있을 때, 천체의 어느 방향으로 안테나를 돌려도, 불가사의한 잡음이 남아 있다는 것을 알았다. 이와 같은 현상은 우주는 아득한 옛날에는 뜨거운 불덩어리였으며, 그것이 점점 냉각되어 현재는 우주 전체에 3K의 복사가 이루어지고 있다고 생각하면 이해하기 쉽다. 이것은 가모프가 1946년에 제창한 이론이다.

## 같이 보기
- 공변거리
- 미국 항공 우주국